# Ароза (хокейний клуб)
ХК «Ароза» (нім. EHC Arosa) — хокейний клуб з м. Ароза, Швейцарія. Заснований у 1924 році. Виступає у регіональній лізі. Домашні ігри команда проводить у Конгресцентрумі Арози (2,200).

## Досягнення
Чемпіон Швейцарії 9 разів: (1951, 1952, 1953, 1954, 1955, 1956, 1957, 1980, 1982). 

## Історія
Клуб заснований у 1924 році. Перший матч провели 14 грудня 1924 проти спортивного клубу Грассгоппер, гра завершилась перемогою дебютантів 3:1. На вищому рівні у національному чемпіонаті дебютують 1934 року. Посідаючи останнє місце у Східній групі, так само як і у чемпіонатах 1935 та 1936 років. Лише у чемпіонаті 1939 посіли передостаннє місце. Наступного разу брали участь у чемпіонаті 1942 року, посівши четверте місце. За підсумками чемпіонатів 1943, 1944 та 1945 років також посідають 4 місце. Бронзові нагороди здобули у чемпіонаті  1946. Чемпіонат 1948 року приніс клубу «Ароза».  срібні медалі.
Золотими стали для клубу 50-ті роки, ХК «Ароза» став семиразовим чемпіоном (причому поспіль) Швейцарії. Найкращим бомбардиром клубу був Ганс-Мартін Трепп. 
Чемпіонат 1960 ста останнім у Національній лізі та виступають у Національній лізі В. 
Повернулись до Національної ліги у 1978 році. Через рік увосьме стають чемпіонами Швейцарії. У сезоні 1980/81 стали срібними, а Гвідо Ліндеманн найкращим бомбардиром чемпіонату. 
Дев'яте чемпіонство ХК «Ароза» здобув у 1982 році.
У вісімдесятих роках хокей швидко прогресує, бюджети клубів ростуть і клуб «Ароза» не витримує конкуренції та згодом вибуває спочатку до НЛБ, а потім і до регіональної ліги, де виступає і донині.

## Відомі гравці
- Гвідо Ліндеманн
- Кім Ліндеманн
- Маркус Ліндеманн
- Свен Ліндеманн
- Мерлін Малиновський